# Beda (film fra 1977)
Beda (russisk: Беда) er en sovjetisk spillefilm fra 1977 af Dinara Asanova.

## Medvirkende
- Aleksej Petrenko som Vjatjeslav Kuligin
- Jelena Kuzmina som Alevtina Ivanovna
- Lidija Fedosejeva-Sjuksjina som Zinaida
- Georgij Burkov som Nikolaj Maslakov
- Gennadij Djudjajev som Gusev